# Hispanopithecus laietanus
Hispanopithecus laietanus és un hominoïdeu fòssil del Miocè (de fa aproximadament 9,5 milions d'anys) trobat a Can Llobateres (Sabadell) i a altres punts de Catalunya.
La campanya de Salvador Moyà i Solà va començar el 1989 i van començar excavant per on havia treballat Miquel Crusafont i Pairó (1910-1983) i havia trobat dents i fragments de mandíbula. El 1990 el seu equip va decidir que farien l'última excavació, ja que en aquelles terres no trobaven res. Salvador Moyà va cometre un error i va excavar en un lloc diferent d'on havia d'excavar, però aquest error va ser el que per sort, li va fer trobar el crani sencer del que van anomenar col·loquialment «Jordi». Dos anys després, el 1992, Joan Pons Moyà i Salvador Moyà van trobar els fèmurs, les costelles i les vèrtebres d'aquell homínid. Gràcies als estudis de l'equip de Moyà es pot saber qui va ser aquest homínid, com vivia, com era, quan va morir, etc.
En Jordi és el conjunt d'ossos (esquelet) d'un hispanopitec va ser descobert a Can Llobateres, el jaciment on s'han descobert més restes de hispanopitec. Salvador Moyà, juntament amb la seva esposa, van decidir posar-li el nom de Jordi, atès que era el nom més comú a Catalunya en l'època de la seva descoberta.
En Jordi va viure a l'actual Catalunya ara ja fa deu milions d'anys. Va ser un simi que, tot i no ser un ascendent directe dels humans, s'assemblava molt als avantpassats d'Homo sapiens. Gràcies a la investigació del mateix equip de Moyà, se sap que en Jordi mesurava entre 1 m-1,10 m d'alçada, i devia pesar 34 kg aproximadament. A més, devia passar la major part del temps als arbres i, quan era a terra, caminava sobre les quatre potes. Vivia en grup com la majoria de primats, en una societat complexa, en la qual compartien el menjar i s'avisaven si hi havia perill.
L'estudi de l'equip de Moyà també ha confirmat que en Jordi s'alimentava de dàtils i figues i que va morir amb una edat aproximada de divuit o vint anys i, encara ara, la causa de la seva mort no és del tot clara. Tot i això, algunes proves trobades a Can Llobateres, suggereixen que va morir o bé d'alguna malaltia com ara la malària o bé atacat a mans d'un fèlid de dents de sabre.
Segons Moyà, molts animals es van aprofitar de la mort d'en Jordi: el seu cos va ser devorat per uns carronyaires petits. Aquesta informació se sap amb certesa per les dentades que hi ha als seus ossos i perquè el seu cos estava escampat en un radi de 10 metres, senyal que agafaven un tros i se'l menjaven apartat dels altres animals. També se sap que unes aus van aprofitar fins a l'última engruna de greix que hi havia d'en Jordi.
Descrit originalment com a espècie de driopitec, estudis posteriors el consideren una espècie a part dins del gènere Hispanopithecus.